# Bains de São Paulo
Les bains de São Paulo sont un bâtiment, devenu siège de l'Ordre des architectes, et qui est un bain public construit entre 1850 et 1858, dans le quartier de São Paulo, à Lisbonne.
Le bâtiment des thermes de São Paulo est classé immeuble d'intérêt public depuis 1982.

## Histoire
En 1829, une source d'eau chlorée et sulfureuse est découverte dans les travaux de consolidation des bâtiments de l'arsenal, dans l'aile ouest de la Praça do Comércio. Compte tenu de ses propriétés curatives, la source a commencé à être utilisée par les classes les plus défavorisées, un hangar étant utilisé pour loger les usagers de l'époque et les passants. L'idée d'un bâtiment plus digne et noble a germé et, en 1850, la Santa Casa da Misericórdia de Lisboa a décidé de commencer la construction du bâtiment qui s'appellerait les Thermes de São Paulo. L'implantation du nouveau bâtiment a eu lieu à environ 550 m à l'ouest de la source initiale. L'architecte et ingénieur Pedro José Pezerat a été choisi pour créer les thermes qui seraient équipés des moyens les plus modernes de l'époque.